# Copa de la Reina de baloncesto 2025
La Copa de la Reina 2025 corresponde a la 63.ª edición de dicho torneo. Se celebró del 20 al 23 de marzo de 2025 en el Pabellón Príncipe Felipe de  Zaragoza.

## Equipos clasificados
Participaron los siete mejores equipos clasificados después del final de la primera mitad de la Liga Femenina 2024-25 (15.ª jornada, 4 de enero de 2025), junto al anfitrión, Casademont Zaragoza.
| Pos. | Equipo                  | PJ | G  | P | PF   | PC   | DP   | Pts | Clasificación    |
| ---- | ----------------------- | -- | -- | - | ---- | ---- | ---- | --- | ---------------- |
| 1    | Spar Girona             | 15 | 13 | 2 | 1214 | 1011 | +203 | 28  | Cabezas de serie |
| 2    | Perfumerías Avenida     | 15 | 13 | 2 | 1139 | 950  | +189 | 28  | Cabezas de serie |
| 3    | Valencia BC             | 15 | 13 | 2 | 1149 | 967  | +182 | 28  | Cabezas de serie |
| 4    | Casademont Zaragoza (H) | 15 | 11 | 4 | 1129 | 1009 | +120 | 26  | Cabezas de serie |
| 5    | Hozono Global Jairis    | 15 | 8  | 7 | 1062 | 973  | +89  | 23  |                  |
| 6    | Lointek Gernika Bizkaia | 15 | 8  | 7 | 1028 | 991  | +37  | 23  |                  |
| 7    | Movistar Estudiantes    | 15 | 8  | 7 | 1052 | 1051 | +1   | 23  |                  |
| 8    | Spar Gran Canaria       | 15 | 8  | 7 | 1007 | 1061 | −54  | 23  |                  |

 Fuente: Liga Femenina

## Árbitros
Los siguientes árbitros fueron designados por la FEB para dirigir los encuentros de la competición.
- Cristina Adán Rodríguez
- Jorge Caamaño Muñoz
- Daniel Checa Nebot
- Ariadna Chueca Moreno
- Ángel de Lucas de Lucas
- Jaime Gómez Luque
- Víctor Mas Cagide
- Germán Morales Ruiz
- Asier Quintas Álvarez
- Héctor Sanhermelando García
- José Carlos Sierra Carrillo
- Antonio Manuel Zamora Rodríguez

## Cuadro
A continuación se detallan todos los partidos que compusieron esta edición:
|  | Cuartos de final | Cuartos de final        | Cuartos de final        |                         |                     | Semifinales         | Semifinales | Semifinales |  |                      | Final                | Final       | Final       |  |
|  | 20 y 21 de marzo | 20 y 21 de marzo        | 20 y 21 de marzo        |                         |                     | 22 de marzo         | 22 de marzo | 22 de marzo |  |                      | 23 de marzo          | 23 de marzo | 23 de marzo |  |
|  |                  |                         |                         |                         |                     |                     |             |             |  |                      |                      |             |             |  |
|  |                  |                         |                         |                         |                     |                     |             |             |  |                      |                      |             |             |  |
|  | 1                | Spar Girona             | 71                      |                         |                     |                     |             |             |  |                      |                      |             |             |  |
|  | 1                | Spar Girona             | 71                      |                         |                     |                     |             |             |  |                      |                      |             |             |  |
|  | 6                | Lointek Gernika Bizkaia | 68                      |                         |                     |                     |             |             |  |                      |                      |             |             |  |
|  | 6                | Lointek Gernika Bizkaia | 68                      |                         | Spar Girona         | Spar Girona         | 67          |             |  |                      |                      |             |             |  |
|  | 20 de marzo      |                         |                         |                         | Spar Girona         | Spar Girona         | 67          |             |  |                      |                      |             |             |  |
|  |                  |                         | Hozono Global Jairis TE | Hozono Global Jairis TE | 71                  |                     |             |             |  |                      |                      |             |             |  |
|  | 2                | Valencia Basket         | Hozono Global Jairis TE | Hozono Global Jairis TE | 71                  | 53                  |             |             |  |                      |                      |             |             |  |
|  | 2                | Valencia Basket         |                         |                         |                     |                     |             |             |  |                      |                      |             |             |  |
|  | 5                | Hozono Global Jairis    | 70                      |                         |                     |                     |             |             |  |                      |                      |             |             |  |
|  | 5                | Hozono Global Jairis    | 70                      |                         |                     |                     |             |             |  | Hozono Global Jairis | Hozono Global Jairis | 67          |             |  |
|  |                  |                         |                         |                         |                     |                     |             |             |  | Hozono Global Jairis | Hozono Global Jairis | 67          |             |  |
|  |                  |                         | Perfumerías Avenida     | Perfumerías Avenida     | 59                  |                     |             |             |  |                      |                      |             |             |  |
|  | 3                | Perfumerías Avenida     | Perfumerías Avenida     | Perfumerías Avenida     | 59                  | 66                  |             |             |  |                      |                      |             |             |  |
|  | 3                | Perfumerías Avenida     |                         |                         |                     |                     |             |             |  |                      |                      |             |             |  |
|  | 7                | Movistar Estudiantes    | 64                      |                         |                     |                     |             |             |  |                      |                      |             |             |  |
|  | 7                | Movistar Estudiantes    | 64                      |                         | Perfumerías Avenida | Perfumerías Avenida | 70          |             |  |                      |                      |             |             |  |
|  | 21 de marzo      |                         |                         |                         | Perfumerías Avenida | Perfumerías Avenida | 70          |             |  |                      |                      |             |             |  |
|  |                  |                         | Casademont Zaragoza     | Casademont Zaragoza     | 66                  |                     |             |             |  |                      |                      |             |             |  |
|  | 4                | Casademont Zaragoza     | Casademont Zaragoza     | Casademont Zaragoza     | 66                  | 56                  |             |             |  |                      |                      |             |             |  |
|  | 4                | Casademont Zaragoza     |                         |                         |                     |                     |             |             |  |                      |                      |             |             |  |
|  | 8                | Spar Gran Canaria       | 42                      |                         |                     |                     |             |             |  |                      |                      |             |             |  |
|  | 8                | Spar Gran Canaria       | 42                      |                         |                     |                     |             |             |  |                      |                      |             |             |  |
|  |                  |                         |                         |                         |                     |                     |             |             |  |                      |                      |             |             |  |

## Cuartos de final
| 20 de marzo de 2025 | Spar Girona                                                                                 | 71–68                                 | Lointek Gernika Bizkaia                                          | Zaragoza |  |
| 18:30               | Parciales: 17–17, 18–26, 24–14, 12–11                                                       | Parciales: 17–17, 18–26, 24–14, 12–11 | Parciales: 17–17, 18–26, 24–14, 12–11                            | |  |
|                     | Estadísticas Chloe Bibby 21 Natasha Mack 9 Marta Canella 5 Natasha Mack, Klara Lundquist 20 | Reporte Pts Reb Asts Val              | Estadísticas 13 Awa Fam 7 Awa Fam 4 Itziar Ariztimuño 15 Awa Fam | Pabellón: Pabellón Príncipe Felipe Asistencia: 4952 espectadores Árbitros: Ariadna Chueca Moreno Antonio Manuel Zamora Rodríguez José Carlos Sierra Carrillo Televisión: |  |

| 20 de marzo de 2025 | Valencia Basket                                                                    | 53–70                                 | Hozono Global Jairis                                                                         | Zaragoza |  |
| 21:00               | Parciales: 10–24, 13–18, 16–13, 14–15                                              | Parciales: 10–24, 13–18, 16–13, 14–15 | Parciales: 10–24, 13–18, 16–13, 14–15                                                        | |  |
|                     | Estadísticas Leticia Romero 15 Raquel Carrera 7 Leticia Romero 3 Leticia Romero 15 | Reporte Pts Reb Asts Val              | Estadísticas 17 Lou Lopez Sénéchal 10 Aina Ayuso 5 Frida Eldebrink, Aina Ayuso 14 Aina Ayuso | Pabellón: Pabellón Príncipe Felipe Asistencia: 5039 espectadores Árbitros: Germán Morales Ruiz Jaime Gómez Luque Cristina Adán Rodríguez Televisión: |  |

| 21 de marzo de 2025 | Perfumerías Avenida                                                              | 66–64                                | Movistar Estudiantes                                                                 | Zaragoza |  |
| 17:30               | Parciales: 15–16, 18–23, 24–14, 9–11                                             | Parciales: 15–16, 18–23, 24–14, 9–11 | Parciales: 15–16, 18–23, 24–14, 9–11                                                 | |  |
|                     | Estadísticas Iyana Martín 16 Maria Jespersen 7 Maria Jespersen 5 Iyana Martín 19 | Reporte Pts Reb Asts Val             | Estadísticas 21 Juana Camilión 9 Liliana Banaszak 4 Isabel Latorre 19 Juana Camilión | Pabellón: Pabellón Príncipe Felipe Asistencia: 6211 espectadores Árbitros: Ángel de Lucas de Lucas Daniel Checa Nebot Jorge Caamaño Muñoz Televisión: |  |

| 21 de marzo de 2025 | Casademont Zaragoza                                                                                | 56–42                              | Spar Gran Canaria                                                                               | Zaragoza |  |
| 20:00               | Parciales: 9–13, 10–15, 18–8, 19–6                                                                 | Parciales: 9–13, 10–15, 18–8, 19–6 | Parciales: 9–13, 10–15, 18–8, 19–6                                                              | |  |
|                     | Estadísticas Stephanie Mawuli 16 Tanaya Atkinson 9 Mariona Ortiz, Laia Flores 4 Tanaya Atkinson 17 | Reporte Pts Reb Asts Val           | Estadísticas 12 Nneka Ezeigbo 15 Nneka Ezeigbo 2 Karla Erjavec, Melisa Gretter 16 Nneka Ezeigbo | Pabellón: Pabellón Príncipe Felipe Asistencia: 8435 espectadores Árbitros: Asier Quintas Álvarez Víctor Mas Cagide Héctor Sanhermelando García Televisión: |  |

## Semifinales
| 22 de marzo de 2025 | Spar Girona                                                               | 67–71 TE                                         | Hozono Global Jairis                                                               | Zaragoza |  |
| 14:30               | Parciales: 14–19, 23–5, 7–24, 17–13 (T.E.: 6–10)                          | Parciales: 14–19, 23–5, 7–24, 17–13 (T.E.: 6–10) | Parciales: 14–19, 23–5, 7–24, 17–13 (T.E.: 6–10)                                   | |  |
|                     | Estadísticas Chloe Bibby 24 Natasha Mack 8 Marta Canella 6 Chloe Bibby 28 | Reporte Pts Reb Asts Val                         | Estadísticas 21 Aina Ayuso 11 Aina Ayuso, Billie Massey 4 Aina Ayuso 26 Aina Ayuso | Pabellón: Pabellón Príncipe Felipe Árbitros: Ángel de Lucas de Lucas Daniel Checa Nebot José Carlos Sierra Carrillo Televisión: |  |

| 22 de marzo de 2025 | Perfumerías Avenida                                               | 70–66                                 | Casademont Zaragoza                                                         | Zaragoza |  |
| 17:00               | Parciales: 13–20, 17–11, 24–10, 16–25                             | Parciales: 13–20, 17–11, 24–10, 16–25 | Parciales: 13–20, 17–11, 24–10, 16–25                                       | |  |
|                     | Estadísticas Laura Gil 15 Laura Gil 7 Arica Carter 5 Laura Gil 19 | Reporte Pts Reb Asts Val              | Estadísticas 15 Shante Evans 8 Shante Evans 4 Mariona Ortiz Shante Evans 22 | Pabellón: Pabellón Príncipe Felipe Asistencia: 10 495 espectadores Árbitros: Germán Morales Ruiz Asier Quintas Álvarez Antonio Manuel Zamora Rodríguez Televisión: |  |

## Final
| 23 de marzo de 2025 | Hozono Global Jairis                                                            | 67–59                                | Perfumerías Avenida                                                      | Zaragoza |  |
| 16:00               | Parciales: 12–14, 13–9, 28–14, 14–22                                            | Parciales: 12–14, 13–9, 28–14, 14–22 | Parciales: 12–14, 13–9, 28–14, 14–22                                     | |  |
|                     | Estadísticas Lou Lopez Sénéchal Aina Ayuso 9 Aina Ayuso 7 Lou Lopez Sénéchal 32 | Reporte Pts Reb Asts Val             | Estadísticas 12 Silvia Domínguez 8 Laura Gil 3 Arica Carter 15 Laura Gil | Pabellón: Pabellón Príncipe Felipe Asistencia: 9425 espectadores Árbitros: Ariadna Chueca Moreno Víctor Mas Cagide Cristina Adán Rodríguez Televisión: |  |

| Ganadoras de la Copa de la Reina 2025 |
| ------------------------------------- |
| Hozono Global Jairis 1er título       |

| Quinteto ideal  | Quinteto ideal     | Quinteto ideal       |
| Posición        | Jugadora           | Equipo               |
| --------------- | ------------------ | -------------------- |
| Base            | Aina Ayuso         | Hozono Global Jairis |
| Escolta         | Iyana Martín       | Perfumerías Avenida  |
| Alero           | Lou Lopez Sénéchal | Hozono Global Jairis |
| Ala pívot       | Laura Gil          | Perfumerías Avenida  |
| Pívot           | Chloe Bibby        | Spar Girona          |
| MVP: Aina Ayuso |                    |                      |